# Audiência de 30 Rock

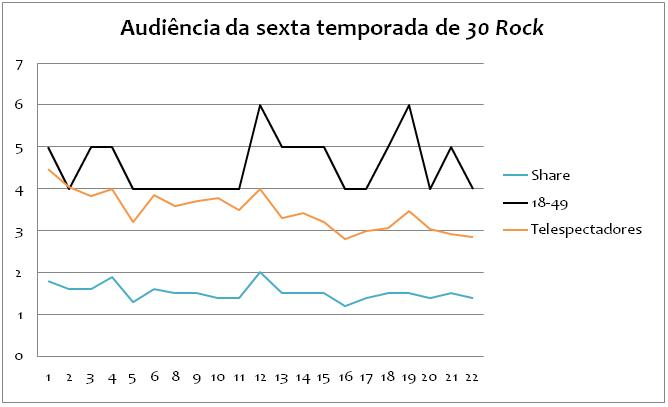
Gráfico que ilustra a variação da audiência de 30 Rock durante a sua sexta temporada (2012)

A seguir, apresenta-se a lista das audiências de 30 Rock, uma série de televisão norte-americana de comédia de situação que estreou a 11 de Outubro de 2006 na rede de televisão National Broadcasting Company (NBC). Criado pela actriz e também produtora executiva Tina Fey, o seriado retrata os bastidores de uma série fictícia de comédia intitulada The Girlie Show with Tracy Jordan (ou simplesmente TGS), que supostamente é emitida na NBC, à medida que acompanha também a vida da argumentista-chefe do programa, Liz Lemon (interpretada por Fey), das estrelas principais Tracy Jordan (Tracy Morgan) e Jenna Maroney (Jane Krakowski), do estagiário da NBC Kenneth Parcell (Jack McBrayer) e do executivo da emissora, Jack Donaghy (Alec Baldwin). O nome "30 Rock" refere-se ao endereço do GE Building, que é onde os NBC Studios estão localizados: 30 Rockefeller Plaza.
O episódio piloto da série foi assistido por 8,13 milhões de telespectadores, a maior audiência da série até a terceira temporada. Os episódios subsequentes não conseguiram manter esta marca de audiência, tendo a NBC mudado a série das quartas-feiras, após os primeiros quatro episódios, para as quintas-feiras. No seu horário original de quarta-feira às 20 horas, o seriado foi assistido por uma média de 6,23 milhões de telespectadores. A menor audiência da primeira temporada foi alcançada por "Jack the Writer" e "Hard Ball", ambos vistos em 4.61 milhões de domicílios. A estreia da segunda temporada, "SeinfeldVision", foi vista por 7,33 milhões de telespectadores, a audiência mais elevada desde o episódio piloto. 30 Rock entrou em hiato devido à greve de 2007-2008 do Writers Guild of America a 10 de Janeiro de 2008. O episódio que foi ao ar na mesma data foi visto por 5,98 milhões de telespectadores. O episódio final da segunda temporada, "Cooter", transmitido a 8 de Maio de 2008, foi visto por 5,6 milhões de telespectadores. Esta temporada foi uma das mais bem-sucedidas do seriado, tendo todos os episódios ultrapassado a marca dos 5 milhões de telespectadores.
A estreia da terceira temporada, "Do-Over", foi assistido por 8,5 milhões de telespectadores, marcando assim uma nova maior audiência da série. Este título foi arrancado ao episódio cinco noites depois, quando "Christmas Special" foi visto em 8,9 milhões de domicílios. Esta foi a temporada mais assistida da série. A quarta temporada começou a registar uma baixa ligeira na audiência, baixa esta que continuou até a temporada seguinte e atingiu o seu ápice durante a sexta temporada, resultando num cancelamento da série. A sétima e última temporada teve uma audiência constante e favorável.
Em 19 de Setembro de 2013, 128 episódios originais de 30 Rock foram transmitidos nos Estados Unidos pela NBC. A maior audiência foi a do episódio "Christmas Special", e a menor, a do episódio "Nothing Left to Lose".

## Resumo
| Temporada | Horário | Episódios | Transmissão original                         | Temporada da televisão | Posição | Telespectadores (em milhões) |
| --------- | --- | --------- | -------------------------------------------- | ---------------------- | ------- | ---------------------------- |
| 1         | Quarta 20:00 (11 de Outubro — 1 de Novembro de 2006) Quinta 21:30 (16 de Novembro de 2006 — 8 de Março de 2007) Quinta 21:00 (5 de Abril — 26 de Abril de 2007)                             | 21        | 11 de Outubro de 2006 — 26 de Abril de 2007  | 2006 — 07              | #102    | 5,80                         |
| 2         | Quinta 20:30 (4 de Outubro — 6 de Dezembro de 2007) Quinta 21:00 (13 de Dezembro de 2007) Quinta 20:30 (10 de Janeiro — 17 de Abril de 2008) Quinta 21:30 (24 de Abril — 8 de Maio de 2008) | 15        | 4 de Outubro de 2007 — 8 de Maio de 2008     | 2007 — 08              | #94     | 6,40                         |
| 3         | Quinta 21:30 (30 de Outubro de 2008 — 14 de Maio de 2009) | 22        | 30 de Outubro de 2008 — 14 de Maio de 2009   | 2008 — 09              | #69     | 7,50                         |
| 4         | Quinta 21:30 (15 de Outubro de 2009 — 20 de Maio de 2010) Quinta 21:00 (14 de Janeiro de 2010) Quinta 20:30 (22 de Abril — 20 de Maio de 2010)                                              | 22        | 15 de Outubro de 2009 — 20 de Maio de 2010   | 2009 — 10              | #86     | 5,90                         |
| 5         | Quinta 20:30 (23 de Setembro — 9 de Dezembro de 2010) Quinta 22:00 (20 de Janeiro — 21 de Abril de 2011) Quinta 22:30 (28 de Abril — 5 de Maio de 2011)                                     | 22        | 23 de Setembro de 2010 — 5 de Maio de 2011   | 2010 — 11              | #106    | 5,30                         |
| 6         | Quinta 20:00 (12 de Janeiro — 8 de Março de 2012) Quinta 20:30 (15 de Março — 17 de Maio de 2012)                                                                                           | 22        | 12 de Janeiro — 17 de Maio de 2012           | 2012                   | #130    | 4,55                         |
| 7         | Quinta 20:00 (4 de Outubro de 2012 — 31 de Janeiro de 2013) | 13        | 4 de Outubro de 2012 — 31 de Janeiro de 2013 | 2012 — 13              | #99     | 4,60                         |

## Audiência

### 1.ª temporada (2006-07)
O episódio piloto atraiu 8.13 milhões de telespectadores, terminando em terceiro lugar no seu horário das 20 horas. Após três emissões com audiências mais baixas nas seguintes três quartas-feiras, incluindo a mais baixa da série com 4.61 milhões de telespectadores, a NBC decidiu transferir 30 Rock para as quintas-feiras às 21 horas e 30 minutos. Sua primeira exibição em uma noite de quinta-feira foi a 16 de Novembro de 2006. Junto com essa mudança, a comédia com uma audiência menor, Twenty Good Years, foi colocada em hiato, e posteriormente, cancelada. A primeira exibição de 30 Rock numa quinta-feira foi vista por 5,19 milhões de telespectadores. A série, em seguida, recebeu a audiência consistente de cerca de 5,5 milhões de telespectadores até o episódio "Hard Ball", quando ocorreu uma baixa da audiência da série, definida pelo episódio "Jack the Writer", visto por apenas 4,61 milhões de telespectadores. Depois de mais três episódios, que tiveram audiências maiores que "Hard Ball", a NBC moveu 30 Rock para as 21 horas das quintas-feiras, servindo como lead-in de Scrubs. Após a sua primeira exibição às 21 horas, o episódio "Fireworks", um episódio com maior tempo, atraiu a atenção de 5,37 milhões de telespectadores. 30 Rock foi emitido às 21 horas por quatro episódios. O final da temporada, "Hiatus", foi assistido por 4,72 milhões de pessoas.
A primeira temporada teve uma média de 5,8 milhões de telespectadores em todos os 21 episódios. Dentre todos os programas transmitidos durante a temporada de televisão norte-americana de 2006-2007, 30 Rock ficou em #102 numa lista de 142 de acordo com as Nielsen Ratings.
| N.º (série) | N.º (temp.) | Título                  | 18 — 49 | Share | Telespectadores (em milhões) | Posição | Transmissão original    | Ref.   |
| ----------- | ----------- | ----------------------- | ------- | ----- | ---------------------------- | ------- | ----------------------- | ------ |
| 1           | 1           | "Pilot"                 | 9       | 2,9   | 8,13                         | #58     | 11 de Outubro de 2006   | [ 38 ] |
| 2           | 2           | "The Aftermath"         | 6       | 2,3   | 5,71                         | #66     | 18 de Outubro de 2006   | [ 28 ] |
| 3           | 3           | "Blind Date"            | 6       | 2,2   | 6,01                         | #73     | 25 de Outubro de 2006   | [ 29 ] |
| 4           | 4           | "Jack the Writer"       | 5       | 1,7   | 4,80                         | #85     | 1 de Novembro de 2006   | [ 8 ]  |
| 5           | 5           | "Jack-Tor"              | 5       | 2,3   | 5,20                         | #75     | 16 de Novembro de 2006  | [ 33 ] |
| 6           | 6           | "Jack Meets Dennis"     | 6       | 2,7   | 5,97                         | #72     | 30 de Novembro de 2006  | [ 39 ] |
| 7           | 7           | "Tracy Does Conan"      | 6       | 3,2   | 6,84                         | #57     | 6 de Dezembro de 2007   | [ 40 ] |
| 8           | 8           | "The Break-Up"          | 6       | 2,8   | 5,94                         | #64     | 14 de Dezembro de 2006  | [ 41 ] |
| 9           | 9           | "The Baby Show"         | 6       | 3,0   | 5,82                         | #76     | 4 de Janeiro de 2007    | [ 42 ] |
| 10          | 10          | "The Rural Juror"       | 6       | 2,9   | 6,10                         | #65     | 11 de Janeiro de 2007   | [ 43 ] |
| 11          | 11          | "The Head and the Hair" | 5       | 2,4   | 5,04                         | #80     | 18 de Janeiro de 2007   | [ 44 ] |
| 12          | 12          | "Black Tie"             | 5       | 2,9   | 5,71                         | #69     | 1 de Fevereiro de 2007  | [ 45 ] |
| 13          | 13          | "Up All Night"          | 5       | 2,5   | 5,17                         | #85     | 8 de Fevereiro de 2007  | [ 46 ] |
| 14          | 14          | "The C Word"            | 5       | 2,4   | 5,01                         | #86     | 15 de Fevereiro de 2007 | [ 47 ] |
| 15          | 15          | "Hard Ball"             | 5       | 2,4   | 4,61                         | #84     | 22 de Fevereiro de 2007 | [ 9 ]  |
| 16          | 16          | "The Source Awards"     | 5       | 2,7   | 5,74                         | #74     | 1 de Março de 2007      | [ 48 ] |
| 17          | 17          | "The Fighting Irish"    | 5       | 2,5   | 5,15                         | #83     | 8 de Março de 2007      | [ 49 ] |
| 18          | 18          | "Fireworks"             | 6       | 2,5   | 5,37                         | #68     | 5 de Abril de 2007      | [ 35 ] |
| 19          | 19          | "Corporate Crush"       | 5       | 2,6   | 5,07                         | #74     | 12 de Abril de 2007     | [ 50 ] |
| 20          | 20          | "Cleveland"             | 5       | 2,4   | 5,16                         | #73     | 19 de Abril de 2007     | [ 51 ] |
| 21          | 21          | "Hiatus"                | 6       | 2,4   | 4,72                         | #74     | 26 de Abril de 2007     | [ 36 ] |

### 2.ª temporada: (2007-08)
A estreia da temporada, "SeinfeldVision", foi vista por 7,33 milhões de telespectadores norte-americanos, o que a colocou em terceiro lugar no seu horário das 20h30min. A 13 de Dezembro de 2007, "Ludachristmas", emitido às 21 horas, foi visto por 5,6 milhões de telespectadores. Ao voltar para o seu horário das 20ː30 a 10 de Janeiro de 2008, o episódio que foi transmitido, "Episódio 210", foi visto por 6 milhões de telespectadores. 30 Rock foi transferido para as 21h30min na noite de 24 de Abril de 2007 e começou a ser exibida após The Office. A primeira transmissão da temporada as 21h30min foi assistida por 5,52 milhões de telespectadores. Na semana seguinte, a audiência mais baixa da temporada, "Sandwich Day", foi emitida. O episódio foi visto por 5,4 milhões de telespectadores. O final da temporada, "Cooter", transmitido a 8 de Maio de 2008, foi visto por 5,6 milhões de telespectadores.
A média de audiência da segunda temporada foi de 6,4 milhões de telespectadores para os quinze episódios, excluindo as emissões de repetição.
| N.º (série) | N.º (temp.) | Título                  | 18 — 49 | Share | Telespectadores (em milhões) | Posição | Transmissão original   | Ref.          |
| ----------- | ----------- | ----------------------- | ------- | ----- | ---------------------------- | ------- | ---------------------- | ------------- |
| 22          | 1           | "SeinfeldVision"        | 7       | 3,4   | 7,38                         | #60     | 4 de Outubro de 2007   | [ 11 ]        |
| 23          | 2           | "Jack Gets in the Game" | 7       | 3,0   | 6,61                         | #66     | 11 de Outubro de 2007  | [ 57 ]        |
| 24          | 3           | "The Collection"        | 6       | 2,6   | 6,27                         | #72     | 18 de Outubro de 2007  | [ 58 ]        |
| 25          | 4           | "Rosemary's Baby"       | 6       | 3,1   | 6,53                         | #69     | 25 de Outubro de 2007  | [ 59 ]        |
| 26          | 5           | "Greenzo"               | 6       | 3,1   | 6,61                         | #62     | 8 de Novembro de 2007  | [ 60 ]        |
| 27          | 6           | "Somebody to Love"      | 6       | 3,2   | 6,47                         | #64     | 15 de Novembro de 2007 | [ 61 ]        |
| 28          | 7           | "Cougars"               | 6       | 2,5   | 5,98                         | #72     | 29 de Novembro de 2007 | [ 62 ]        |
| 29          | 8           | "Secrets and Lies"      | 6       | 2,7   | 5,84                         | #66     | 6 de Dezembro de 2007  | [ 63 ]        |
| 30          | 9           | "Ludachristmas"         | 6       | 2,8   | 5,58                         | #67     | 13 de Dezembro de 2007 | [ 52 ]        |
| 31          | 10          | "Episódio 210"          | 6       | 2,8   | 5,97                         | #58     | 10 de Janeiro de 2008  | [ 64 ]        |
| 32          | 11          | "MILF Island"           | 9       | 5,8   | 5,7                          | #2      | 10 de Abril de 2008    | [ 65 ]        |
| 33          | 12          | "Subway Hero"           | 8       | 6,5   | 6,4                          | #2      | 17 de Abril de 2008    | [ 66 ]        |
| 34          | 13          | "Succession"            | 7       | 5,5   | 5,52                         | —       | 24 de Abril de 2008    | [ 53 ]        |
| 35          | 14          | "Sandwich Day"          | 7       | 5,4   | 5,40                         | —       | 1 de Maio de 2008      | [ 54 ]        |
| 36          | 15          | "Cooter"                | 7       | 5,4   | 5,61                         | #2      | 8 de Maio de 2008      | [ 55 ] [ 18 ] |

### 3.ª temporada: (2008-09)
A estreia da temporada, "Do-Over", atraiu 8,7 milhões de telespectadores e teve a audiência mais elevada da série. O sexto episódio, "Christmas Special", veio quebrar essa marca, conquistando 8,9 milhões de telespectadores. Os registros da Digital Video Recorder (DVR) representaram, em média, mais de 1,2 milhões de telespectadores para os episódios da terceira temporada. 30 Rock é a série mais popular entre a maioria dos telespectadores deluxe, definidos como aqueles que têm um rendimento superior a 100 mil dólares estadunidenses por ano, nas redes de transmissão. O seriado tem, em média, 7,7 milhões de telespectadores por episódio, um nível de audiência que a Variety chama de "sólido" e credita a emparelhar o show com The Office na programação de quinta-feira da NBC. O fim da temporada, "Kidney Now!", exibido a 14 de Maio de 2009, foi visto por 5.7 milhões de telespectadores.
| N.º (série) | N.º (temp.) | Título                                 | 18 — 49 | Share | Telespectadores (em milhões) | Posição | Transmissão original    | Ref.          |
| ----------- | ----------- | -------------------------------------- | ------- | ----- | ---------------------------- | ------- | ----------------------- | ------------- |
| 37          | 1           | "Do-Over"                              | 10      | 4,1   | 8,7                          | #1      | 30 de Outubro de 2008   | [ 19 ] [ 71 ] |
| 38          | 2           | "Believe in the Stars"                 | 3,9     | 9     | 8,1                          | #14     | 6 de Novembro de 2008   | [ 72 ]        |
| 39          | 3           | "The One with the Cast of Night Court" | 3,6     | 8     | 7,6                          | #1      | 13 de Novembro de 2008  | [ 73 ]        |
| 40          | 4           | "Gavin Volure"                         | 3,4     | 8     | 7,3                          | #9      | 20 de Novembro de 2008  | [ 74 ]        |
| 41          | 5           | "Reunion"                              | 3,4     | 8     | 7,2                          | #9      | 4 de Dezembro de 2008   | [ 75 ]        |
| 42          | 6           | "Christmas Special"                    | 3,8     | 9     | 8,9                          | #12     | 11 de Dezembro de 2008  | [ 67 ]        |
| 43          | 7           | "Señor Macho Solo"                     | 2,4     | 5     | 5,4                          | —       | 8 de Janeiro de 2009    | [ 76 ]        |
| 44          | 8           | "Flu Shot"                             | 3,2     | 8     | 6,6                          | —       | 15 de Janeiro de 2009   | [ 77 ]        |
| 45          | 9           | "Retreat to Move Forward"              | 3,2     | 8     | 6,4                          | —       | 22 de Janeiro de 2009   | [ 78 ]        |
| 46          | 10          | "Generalissimo"                        | 3,1     | 7     | 6,4                          | —       | 5 de Fevereiro de 2009  | [ 79 ]        |
| 47          | 11          | "St. Valentine's Day"                  | 3,8     | 9     | 7,6                          | #17     | 12 de Fevereiro de 2009 | [ 80 ]        |
| 48          | 12          | "Larry King"                           | 2,9     | 7     | 6,4                          | #7      | 26 de Fevereiro de 2009 | [ 81 ]        |
| 49          | 13          | "Goodbye, My Friend"                   | 3,7     | 9     | 7,3                          | —       | 5 de Março de 2009      | [ 82 ]        |
| 50          | 14          | "The Funcooker"                        | 3,3     | 8     | 6,4                          | —       | 12 de Março de 2009     | [ 83 ]        |
| 51          | 15          | "The Bubble"                           | 3,2     | 8     | 7,1                          | #9      | 19 de Março de 2009     | [ 84 ]        |
| 52          | 16          | "Apollo, Apollo"                       | 3,4     | 8     | 7,2                          | #6      | 26 de Março de 2009     | [ 85 ]        |
| 53          | 17          | "Cutbacks"                             | 3,1     | 9     | 6,8                          | #6      | 9 de Abril de 2009      | [ 86 ]        |
| 54          | 18          | "Jackie Jormp-Jomp"                    | 3,5     | 9     | 7,3                          | —       | 16 de Abril de 2009     | [ 87 ]        |
| 55          | 19          | "The Ones"                             | 3,1     | 8     | 6,3                          | #10     | 23 de Abril de 2009     | [ 88 ]        |
| 56          | 20          | "The Natural Order"                    | 2.9     | 7     | 6.0                          | —       | 30 de Abril de 2009     | [ 89 ]        |
| 57          | 21          | "Mamma Mia"                            | 2,9     | 8     | 6,2                          | —       | 7 de Maio de 2009       | [ 90 ]        |
| 58          | 22          | "Kidney Now!"                          | 2,8     | 7     | 5,7                          | #11     | 14 de Maio de 2009      | [ 70 ] [ 91 ] |

### 4.ª temporada (2009-10)
Apesar da quarta temporada, 30 Rock continuou a cair no ranking. A temporada estreou com 6,3 milhões de telespectadores, abaixo dos 8,7 milhões que viram a estreia da terceira temporada. O segundo episódio, "Into the Crevasse", atraiu 6,7 milhões de telespectadores. Nas cinco semanas seguintes, a audiência foi descendo, até ao oitavo episódio, "Secret Santa", que foi o mais assistido da temporada, com 7,5 milhões de telespectadores. "Lee Marvin vs. Derek Jeter", transmitido a 22 de Abril de 2010, se tornou no episódio com a audiência mais baixa, visto nos Estados Unidos por 4,2 milhões de telespectadores. O episódio final, "I Do Do", foi visto por 5,5 milhões de telespectadores, menos que o season finale da terceira temporada, "Kidney Now!", que foi visto por 5.7 milhões de telespectadores.
| N.º (série) | N.º (temp.) | Título                            | 18 — 49 | Share | Telespectadores (em milhões) | Transmissão original    | Ref.            |
| ----------- | ----------- | --------------------------------- | ------- | ----- | ---------------------------- | ----------------------- | --------------- |
| 59          | 1           | "Season 4"                        | 3,0     | 8     | 6,4                          | 15 de Outubro de 2009   | [ 92 ]          |
| 60          | 2           | "Into the Crevasse"               | 3,0     | 8     | 6,6                          | 22 de Outubro de 2009   | [ 93 ]          |
| 61          | 3           | "Stone Mountain"                  | 3,0     | 7     | 6,0                          | 29 de Outubro de 2009   | [ 97 ]          |
| 62          | 4           | "Audition Day"                    | 2,9     | 7     | 5,9                          | 5 de Novembro de 2009   | [ 98 ]          |
| 63          | 5           | "The Problem Solvers"             | 2,9     | 7     | 5,8                          | 12 de Novembro de 2009  | [ 99 ]          |
| 64          | 6           | "Sun Tea"                         | 2,9     | 7     | 5,8                          | 19 de Novembro de 2009  | [ 100 ]         |
| 65          | 7           | "Dealbreakers Talk Show #0001"    | 3,0     | 8     | 6,2                          | 3 de Dezembro de 2009   | [ 101 ]         |
| 66          | 8           | "Secret Santa"                    | 3,5     | 9     | 7,5                          | 10 de Dezembro de 2009  | [ 94 ]          |
| 67          | 9           | "Klaus and Greta"                 | 2,3     | 6     | 5,122                        | 14 de Janeiro de 2010   | [ 102 ] [ 103 ] |
| 68          | 10          | "Black Light Attack!"             | 2,3     | 6     | 5.0                          | 14 de Janeiro de 2010   | [ 102 ]         |
| 69          | 11          | "Winter Madness"                  | 2.8     | 7     | 5.5                          | 21 de Janeiro de 2010   | [ 104 ]         |
| 70          | 12          | "Verna"                           | 2.9     | 8     | 5.9                          | 4 de Fevereiro de 2010  | [ 105 ]         |
| 71          | 13          | "Anna Howard Shaw Day"            | 2.8     | 7     | 6.0                          | 11 de Fevereiro de 2010 | [ 106 ]         |
| 72          | 14          | "Future Husband"                  | 2.9     | 8     | 5.9                          | 11 de Março de 2010     | [ 107 ]         |
| 73          | 15          | "Don Geiss, America and Hope"     | 3.0     | 9     | 6.857                        | 18 de Março de 2010     | [ 108 ] [ 109 ] |
| 74          | 16          | "Floyd"                           | 2.9     | 8     | 6.3                          | 25 de Março de 2010     | [ 110 ]         |
| 75          | 17          | "Lee Marvin vs. Derek Jeter"      | 1.9     | 6     | 4.216                        | 22 de Abril de 2010     | [ 95 ]          |
| 76          | 18          | "Khonani"                         | 2.5     | 7     | 5.2                          | 22 de Abril de 2010     | [ 95 ]          |
| 77          | 19          | "Argus"                           | 2.7     | 8     | 5.4                          | 29 de Abril de 2010     | [ 111 ]         |
| 78          | 20          | "The Moms"                        | 2.6     | 7     | 5.42                         | 6 de Maio de 2010       | [ 112 ]         |
| 79          | 21          | "Emanuelle Goes to Dinosaur Land" | 2.5     | 7     | 4.996                        | 13 de Maio de 2010      | [ 113 ] [ 114 ] |
| 80          | 22          | "I Do Do"                         | 2.8     | 8     | 5.5                          | 20 de Maio de 2010      | [ 96 ]          |

### 5.ª temporada (2010-11)
A temporada estreou com 6.85 milhões de telespectadores, superando os 6.3 milhões que viram a estreia da quarta temporada. O segundo episódio, "When It Rains, It Pours", atraiu 5.68 milhões de telespectadores. Na noite de 14 de Outubro de 2010, foi transmitido um episódio ao vivo, que foi um sucesso de audiência, registando a maior da temporada - 6.7 milhões de telespectadores. O último episódio teve uma das audiências mais baixas do programa - 4.2 milhões de telespectadores.
| N.º (série) | N.º (temp.) | Título                                 | 18 — 49 | Share | Telespectadores (em milhões) | Transmissão original    | Ref.    |
| ----------- | ----------- | -------------------------------------- | ------- | ----- | ---------------------------- | ----------------------- | ------- |
| 81          | 1           | "The Fabian Strategy"                  | 2.6     | 8     | 5.85                         | 23 de Setembro de 2010  | [ 115 ] |
| 82          | 2           | "When It Rains, It Pours"              | 2.6     | 8     | 5.68                         | 30 de Setembro de 2010  | [ 116 ] |
| 83          | 3           | "Let's Stay Together"                  | 2.1     | 7     | 4.9                          | 7 de Outubro de 2010    | [ 118 ] |
| 84          | 4           | "Live Show"                            | 3.1     | 9     | 6.7                          | 14 de Outubro de 2010   | [ 119 ] |
| 85          | 5           | "Reaganing"                            | 2.2     | 7     | 5.18                         | 21 de Outubro de 2010   | [ 120 ] |
| 86          | 6           | "Gentleman's Intermission"             | 2.4     | 7     | 5.31                         | 4 de Novembro de 2010   | [ 121 ] |
| 87          | 7           | "Brooklyn Without Limits"              | 2.4     | 7     | 5.09                         | 11 de Novembro de 2010  | [ 122 ] |
| 88          | 8           | "College"                              | 2.2     | 6     | 5.11                         | 18 de Novembro de 2010  | [ 123 ] |
| 89          | 9           | "Chain Reaction of Mental Anguish"     | 2.3     | 6     | 5.03                         | 2 de Dezembro de 2010   | [ 124 ] |
| 90          | 10          | "Christmas Attack Zone"                | 2.1     | 6     | 4.76                         | 9 de Dezembro de 2010   | [ 125 ] |
| 91          | 11          | "Mrs. Donaghy"                         | 2.7     | 7     | 5.34                         | 20 de Janeiro de 2011   | [ 126 ] |
| 92          | 12          | "Operation Righteous Cowboy Lightning" | 2.4     | 7     | 4.92                         | 27 de Janeiro de 2011   | [ 127 ] |
| 93          | 13          | "¡Qué Sorpresa!"                       | 2.4     | 6     | 4.78                         | 3 de Fevereiro de 2011  | [ 128 ] |
| 94          | 14          | "Double-Edged Sword"                   | 2.3     | 6     | 4.59                         | 10 de Fevereiro de 2011 | [ 129 ] |
| 95          | 15          | "It's Never Too Late for Now"          | 2.0     | 6     | 4.07                         | 17 de Fevereiro de 2011 | [ 130 ] |
| 96          | 16          | "TGS Hates Women"                      | 2.3     | 6     | 4.50                         | 24 de Fevereiro de 2011 | [ 131 ] |
| 97          | 17          | "Queen of Jordan"                      | 1.7     | 5     | 4.19                         | 17 de Março de 2011     | [ 132 ] |
| 98          | 18          | "Plan B"                               | 1.9     | 5     | 4.36                         | 24 de Março de 2011     | [ 133 ] |
| 99          | 19          | "I Heart Connecticut"                  | 2.2     | 6     | 4.45                         | 14 de Abril de 2011     | [ 134 ] |
| 100 / 101   | 20 / 21     | "100"                                  | 2.2     | 6     | 4.60                         | 21 de Abril de 2011     | [ 135 ] |
| 102         | 22          | "Everything Sunny All the Time Always" | 1.9     | 5     | 3.95                         | 5 de Maio de 2011       | [ 136 ] |
| 103         | 23          | "Respawn"                              | 2.1     | 6     | 4.20                         | 5 de Maio de 2011       | [ 137 ] |

### 6.ª temporada (2012)
A sexta temporada estreou com 4.47 milhões de telespectadores, marcando assim a pior audiência de uma estreia de temporada da série, arrancando este título a "The Fabian Strategy", que reuniu 5.85 milhões de telespectadores americanos. O segundo episódio registou uma baixa ligeira. Contudo, os episódios subsequentes continuaram a registar baixas, até que "St. Patrick's Day" conseguiu atrair 4 milhões de telespectadores. O episódio "Nothing Left to Lose" registou a menor audiência da série: 2.79 milhões de telespectadores. O episódio final da temporada foi assistido por 2.84 milhões de telespectadores, o menor para um encerramento de temporada da série.
| N.º (série) | N.º (temp.) | Título                                                  | 18 — 49 | Share | Telespectadores (em milhões) | Transmissão original    | Ref.    |
| ----------- | ----------- | ------------------------------------------------------- | ------- | ----- | ---------------------------- | ----------------------- | ------- |
| 104         | 1           | "Dance Like Nobody's Watching"                          | 1.8     | 5     | 4.47                         | 12 de Janeiro de 2012   | [ 138 ] |
| 105         | 2           | "Idiots Are People Two!"                                | 1.6     | 4     | 4.05                         | 19 de Janeiro de 2012   | [ 139 ] |
| 106         | 3           | "Idiots Are People Three!"                              | 1.6     | 5     | 3.82                         | 26 de Janeiro de 2012   | [ 140 ] |
| 107         | 4           | "The Ballad of Kenneth Parcell"                         | 1.9     | 5     | 3.98                         | 26 de Janeiro de 2012   | [ 140 ] |
| 108         | 5           | "Today You Are a Man"                                   | 1.3     | 4     | 3.21                         | 2 de Fevereiro de 2012  | [ 141 ] |
| 109 / 110   | 6 / 7       | "Hey, Baby, What's Wrong"                               | 1.6     | 4     | 3.85                         | 9 de Fevereiro de 2012  | [ 142 ] |
| 111         | 8           | "The Tuxedo Begins"                                     | 1.5     | 4     | 3.59                         | 16 de Fevereiro de 2012 | [ 143 ] |
| 112         | 9           | "Leap Day"                                              | 1.5     | 4     | 3.71                         | 23 de Fevereiro de 2012 | [ 144 ] |
| 113         | 10          | "Alexis Goodlooking and the Case of the Missing Whisky" | 1.4     | 4     | 3.77                         | 1 de Março de 2012      | [ 145 ] |
| 114         | 11          | "Standards and Practices"                               | 1.4     | 4     | 3.49                         | 8 de Março de 2012      | [ 146 ] |
| 115         | 12          | "St. Patrick's Day"                                     | 2.0     | 6     | 4.00                         | 15 de Março de 2012     | [ 147 ] |
| 116         | 13          | "Grandmentor"                                           | 1.5     | 5     | 3.31                         | 22 de Março de 2012     | [ 148 ] |
| 117         | 14          | "Kidnapped by Danger"                                   | 1.5     | 5     | 3.42                         | 22 de Março de 2012     | [ 148 ] |
| 118         | 15          | "The Shower Principle"                                  | 1.5     | 5     | 3.20                         | 29 de Março de 2012     | [ 149 ] |
| 119         | 16          | "Nothing Left to Lose"                                  | 1.2     | 4     | 2.79                         | 5 de Abril de 2012      | [ 150 ] |
| 120         | 17          | "Meet the Woggels!"                                     | 1.4     | 4     | 2.98                         | 12 de Abril de 2012     | [ 151 ] |
| 121         | 18          | "Murphy Brown Lied to Us"                               | 1.5     | 5     | 3.06                         | 19 de Abril de 2012     | [ 152 ] |
| 122         | 19          | "Live from Studio 6H"                                   | 1.5     | 6     | 3.47                         | 26 de Abril de 2012     | [ 153 ] |
| 123         | 20          | "Queen of Jordan 2: The Mystery of the Phantom Pooper"  | 1.4     | 4     | 3.04                         | 3 de Maio de 2012       | [ 154 ] |
| 124         | 21          | "The Return of Avery Jessup"                            | 1.5     | 5     | 2.92                         | 10 de Maio de 2012      | [ 155 ] |
| 125         | 22          | "What Will Happen to the Gang Next Year?"               | 1.4     | 4     | 2.84                         | 17 de Maio de 2012      | [ 156 ] |

### 7.ª temporada (2012-13)
O episódio de estreia da temporada, "The Beginning of the End", registou a menor audiência para a estreia de uma temporada da série: 3.46 milhões. A audiência da temporada foi constante, registando subidas e descidas bastante ligeiras. Esta situação manteve-se até à transmissão do episódio final do seriado, que, com a duração de uma hora, foi visto por 4.88 milhões de telespectadores, a maior audiência da série desde a noite de 27 de Janeiro de 2011.
De entre todas os programas que foram transmitidos na temporada televisisva de 2012-2013, 30 Rock foi o nonagésimo nono mais assistido.
| N.º (série) | N.º (temp.) | Título                           | 18 — 49 | Share | Telespectadores (em milhões) | Transmissão original   | Ref.    |
| ----------- | ----------- | -------------------------------- | ------- | ----- | ---------------------------- | ---------------------- | ------- |
| 126         | 1           | "The Beginning of the End"       | 1.4     | 4     | 3.46                         | 4 de Outubro de 2012   | [ 157 ] |
| 127         | 2           | "Governor Dunston"               | 1.3     | 4     | 3.40                         | 11 de Outubro de 2012  | [ 158 ] |
| 128         | 3           | "Stride of Pride"                | 1.2     | 4     | 3.04                         | 18 de Outubro de 2012  | [ 159 ] |
| 129         | 4           | "Unwindulax"                     | 1,2     | 4     | 3,13                         | 25 de Outubro de 2012  | [ 160 ] |
| 130         | 5           | "There's No I in America"        | 1,1     | 4     | 3,60                         | 31 de Outubro de 2012  | [ 161 ] |
| 131         | 6           | "Aunt Phatso vs. Jack Donaghy"   | 1,2     | 4     | 3,34                         | 15 de Novembro de 2012 | [ 162 ] |
| 132         | 7           | "Mazel Tov, Dummies!"            | 1,3     | 4     | 3,61                         | 29 de Novembro de 2012 | [ 163 ] |
| 133         | 8           | "My Whole Life Is Thunder"       | 1,1     | 3     | 3,22                         | 6 de Dezembro de 2012  | [ 164 ] |
| 134         | 9           | "Game Over"                      | 1,5     | 4     | 3,79                         | 10 de Janeiro de 2013  | [ 165 ] |
| 135         | 10          | "Florida"                        | 1,3     | 4     | 3,44                         | 17 de Janeiro de 2013  | [ 166 ] |
| 136         | 11          | "A Goon's Deed in a Weary World" | 1,4     | 4     | 3,81                         | 24 de Janeiro de 2013  | [ 167 ] |
| 137 / 138   | 12 / 13     | "Hogcock!"/"Last Lunch"          | 1,9     | 5     | 4,88                         | 31 de Janeiro de 2013  | [ 168 ] |